# یورگن لوولاند
یورگن لوولاند (انگلیسی: Jørgen Løvland؛ ۳ فوریه ۱۸۴۸ – ۲۱ اوت ۱۹۲۲) یک سیاست‌مدار اهل نروژ و از اکتبر ۱۹۰۷ تا مارس ۱۹۰۸ نخست‌وزیر این کشور بود.